# Order Gwiazdy Białej
Order Gwiazdy Białej (est. Valgetähe teenetemärk) – jedno z najwyższych estońskich odznaczeń państwowych ustanowione w 1936 ku pamięci walczących o wolność Estonii.

## Zasady nadawania
Order Gwiazdy Białej przyznawany jest obywatelom estońskim i obcokrajowcom za wybitne zasługi w służbie państwa lub samorządu terytorialnego Estonii. Dzieli się on na pięć klas oraz wersję z łańcuchem i medal.

## Historia orderu
Order Gwiazdy Białej został ustanowiony 7 listopada 1936 i był przyznawany do 1940. Po aneksji Estonii przez ZSRR w 1940 order został zniesiony. Przywrócono go w po odzyskaniu niepodległości przez Estonię w latach 90. XX w.

## Opis odznaki
Odznaką orderu jest emaliowany na biało złoty krzyż składający się z sześciu ramion rozdzielonych sześcioma pręcikami zakończonymi figurą przypominającą gwiazdę lub śnieżynkę. Na środku odznaki znajduje się biała, sześcioramienna gwiazda. Istnieje również gwiazda orderowa w kształcie białej sześcioramiennej gwiazdy ze srebrnymi promieniami pomiędzy ramionami gwiazdy. Na środku herb Estonii w złotym wieńcu. Przedwojenna wersja orderu zamiast herbu kraju miała białą, sześcioramienną gwiazdę, taką jak na odznace orderu. Wstążka koloru karmazynowego.